# Тонік
То́нік — безалкогольний газований напій з хініном (англ. quinine, пол. chinina), гіркий на смак. Як і інші гіркі напої, тонік підвищує апетит, тому може використовуватись як апперитив.
Тонік використовувався в Індії та Африці як засіб від малярії, оскільки хінін, що входить до складу тоніка, має таку дію.
Зазвичай тонік використовують як компонент коктейлів, найпопулярніші суміші із джином (джин-тонік) та з соком лайма чи лимона (такий коктейль відомий під назвою bitter lemon чи bitter lime). 
Завдяки хініну, для тоніка характерна флюоресценція у світлі ультрафіолетового випромінювання.